# Euthyneura halidayi
Euthyneura halidayi är en tvåvingeart som beskrevs av Collin 1926. Euthyneura halidayi ingår i släktet Euthyneura och familjen puckeldansflugor. Inga underarter finns listade i Catalogue of Life.